# Birgitta Trotzig
Birgitta Trotzig (Gotemburgo, 11 de septiembre de 1929 - Lund, 14 de mayo de 2011) fue una escritora sueca, miembro de la Academia Sueca desde el año 1993. Fue una de las escritoras más renombradas de su tiempo, habiendo escrito numerosas novelas en las que da voz a su fe católica y sus oscuras visiones. Sus temas más recurrentes eran la muerte y la resurrección del amor. 
Se graduó en 1948. En 1950, un año antes de su debut literario, publicó un artículo sobre "las dos realidades", reeditado en 1962, en el que planteó el conflicto entre el arte y la vida, la imposibilidad tanto de vivir la poesía como de poetizar la realidad, que sería el centro de su producción literaria. En 1975 escribió en el artículo “Puntos fijos, otoño de 1975”: “Es una trivialidad que la poesía no sea un reflejo directo de la descripción de la realidad: trivialidad que ha sido para mí un dilema existencial. Atrapar la realidad –“realidad”– pero ¿cómo?". 
La Suecia en la que Birgitta Trotzig inició su carrera literaria estaba dominada por el nihilismo de la posguerra. Cultivó una “poética fronteriza” de carácter religioso y existencial. Su primera obra, del año 1951, fue un tríptico narrativo: De la vida de los amantes. Se propuso escribir un libro puramente estético, pero no escapa a la consideración de que la estética es siempre en esencia ética, en tanto elabora la relación con la realidad.
En 1954 publicó un libro de poemas en prosa titulado Imágenes y al año siguiente se convirtió al catolicismo. Se sumergió en el estudio de la historia y del mito, en los que encontró un lugar para recuperar un significado de las cosas en la sociedad racionalizadora de la posguerra sueca. Sin embargo, sus libros siguen reflejando el vacío de la ausencia de Dios, y penetrando en los confines más extremos de la vulnerabilidad, para localizar, al borde del ocaso, la débil llama de la existencia humana. 
Luego comenzó a escribir textos con un mayor acercamiento a la realidad contemporánea, aunque tratando de no hacerlo ingenua e irreflexivamente. Evita la denominación de "novelas" para sus obras, ya que intenta separarse de la época a la que este género corresponde. Tuvo largas estancias en París durante las cuales adoptó una posición ideológica distanciada de la predominante en los años 60. 
En 1957 publicó Los expuestos sobre la región de Escania en el siglo XVII, y en 1961 Un relato de la costa, dedicado a Nelly Sachs, también ambientado en Escania pero a fines de la Edad Media. En 1972 publicó La enfermedad, también con el telón de fondo del paisaje de Escania (que se convertiría en película en Kejsaren, de 1979). Su obra maestra llegaría en 1985 con La hija del rey del fango, “una narración infantil”, donde relata la urbanización de los años 20 y se centra en quienes fueron dejados de lado en la construcción del sistema sueco de bienestar.
También publicó colecciones de textos cortos, muchos de ellos cuentos, Vivos y muertos, En tiempos del emperador (1975), Narraciones (1993), y su último libro, La dualidad (1998). Otras obras son Fronteras de palabras (1968), colección metapoética de textos en prosa, Alma (1982), y Sammanhang-material (1996) -publicada en 2005 en España con el título de Contexto. Material- y que termina así: “Pero el niño que es enterrado –del silencioso pecho infante nace una tormenta, una canción de ira, más terrible que el fin del universo–”. 
Fue también autora de textos ensayísticos que en general no mantienen una separación estricta con la literatura, y en los que ha reflexionado sobre la obra literaria propia y ajena: Utkast och förslag (1962), Jaget och världen (1977) -que contiene reflexiones fundamentalmente sobre su propia obra- y Retratos. De la historia del tiempo (1993). 
Fue elegida miembro de la Academia Sueca el 11 de febrero de 1993, y tomó posesión del cargo el 20 de diciembre del mismo año, sucediendo a su colega, el escritor Per Olof Sundman, en el Sillón número 6. Entre otros, ha sido galardonada con el Premio Aniara en 1981, el Premio de Literatura Selma Lagerlöf en 1984, el Premio Pilot en 1985, el Premio Kellgren en 1991 y el Premio Övralid en 1997.
Se casó con el artista y escultor Ulf Trotzig.